# Live in Europe 1993
Albums de Deep Purple
Live in Stockholm
(2005) Live at Montreux 1996
(2006)
Live in Europe 1993 est un album de Deep Purple sorti en 2006.
Ce coffret de 4 CD retrace l'intégralité de deux concerts de la tournée de promotion de l'album The Battle Rages On : celui donné le 16 octobre 1993 au Schleyer-Halle de Stuttgart, en Allemagne, et celui donné le 9 novembre de la même année au National Exhibition Centre de Birmingham, au Royaume-Uni. Ce dernier a également été filmé et commercialisé sous le titre Come Hell or High Water.

## Histoire
Ces concerts sont parmi les derniers donnés par Deep Purple avec son guitariste d'origine Ritchie Blackmore, qui quitte le groupe quelques jours plus tard. Les relations exécrables qu'il entretient avec le reste du groupe, et notamment le chanteur Ian Gillan, sont particulièrement visibles lors du concert de Birmingham (comme on peut le voir sur le DVD Come Hell or High Water), durant lequel il refuse tout d'abord de monter sur scène, puis retourne fréquemment en coulisses entre ses solos de guitare, et enfin, aussitôt après le dernier morceau (Smoke On the Water), quitte immédiatement la scène avant le salut final du groupe. 
Les deux concerts sont également parus séparément en 2007, sous les titres Live in Stuttgart 1993 et Live at the NEC 1993. Au moment de leur sortie, Ian Gillan demande expressément aux fans du groupe de ne pas acheter Live at the NEC 1993, qu'il considère comme l'un des pires concerts du groupe, et la maison de disques le retire des ventes peu après.

## Titres
Toutes les chansons sont de Ritchie Blackmore, Ian Gillan, Roger Glover, Jon Lord et Ian Paice, sauf mention contraire.

### Live at Schleyer Halle (Stuttgart)

#### CD 1
1. Highway Star – 7:20
2. Black Night – 6:15
3. Talk About Love – 4:22
4. A Twist in the Tale (Blackmore, Gillan, Glover) – 4:37
5. Perfect Strangers (Blackmore, Gillan, Glover) – 6:56
6. The Mule – 2:19
7. Difficult to Cure (Beethoven's Ninth) / Keyboard Solo (Ludwig van Beethoven) – 8:08
8. Knocking at Your Back Door (Blackmore, Gillan, Glover) – 9:40
9. Anyone's Daughter – 4:16
10. Child in Time – 11:09
11. Anya (Blackmore, Gillan, Glover, Lord) – 12:14

#### CD 2
1. The Battle Rages On – 6:37
2. Lazy – 8:55
3. In the Hall of the Mountain King (Edvard Grieg) – 1:54
4. Space Truckin' – 2:26
5. Woman from Tokyo – 2:08
6. Paint It, Black (Mick Jagger, Keith Richards) – 5:35
7. Speed King – 7:24
8. Hush (Joe South) – 3:32
9. Smoke on the Water – 12:28

### Live at the NEC (Birmingham)

#### CD 1
1. Highway Star – 8:12
2. Black Night – 5:19
3. Talk About Love – 4:16
4. A Twist in the Tale (Blackmore, Gillan, Glover) – 4:37
5. Perfect Strangers (Blackmore, Gillan, Glover) – 6:48
6. Difficult to Cure (Beethoven's Ninth) (Ludwig van Beethoven) – 2:51
7. Jon's Keyboard Solo (Lord) – 6:13
8. Knocking at Your Back Door (Blackmore, Gillan, Glover) – 8:48
9. Anyone's Daughter – 3:47

#### CD 2
1. Child in Time – 10:12
2. Anya (Blackmore, Gillan, Glover, Lord) – 7:16
3. The Battle Rages On (Blackmore, Gillan, Lord, Paice) – 6:23
4. Lazy & Drum Solo – 7:21
5. Space Truckin' – 2:42
6. Woman from Tokyo – 2:22
7. Paint It, Black (Jagger, Richards) – 7:04
8. Hush (South) – 3:22
9. Smoke on the Water – 9:41

## Musiciens
- Ritchie Blackmore : guitare
- Ian Gillan : chant et harmonica
- Roger Glover : basse
- Jon Lord : claviers
- Ian Paice : batterie